# Ординариат Румынии
Ординариат Румынии (лат. Ordinariatus Romaniae Armenorum) — ординариат Армянской католической церкви с центром в городе Герла, Румыния. Ординариат Румынии объединяет католиков армянского обряда и распространяет свою юрисдикцию на всю территорию Румынии. Кафедральным собором ординариата Румынии является церковь Пресвятой Троицы в городе Герла.

## История
5 июня 1930 года Римский папа Пий XI издал буллу «Solemni Conventione», которой учредил ординариат Румынии Армянской католической церкви для верующих, проживающих на всей территории страны.
В настоящее время кафедра ординариата Румынии является вакантной.

## Ординарии
- Sede vacante (1930-1991)
- György-Miklós Jakubínyi, (1991 — 2 сентября 2020, в отставке — апостольский администратор);
- Gergely Kovács (2 сентября 2020 — по настоящее время — апостольский администратор).

## Источник
- Annuario Pontificio, Libreria Editrice Vaticana, Città del Vaticano, 2003, ISBN 88-209-7422-3
- Булла Solemni Conventione, AAS 22 (1930), стр. 381  (лат.)